# بیل حر
بیل حر (انگلیسی: Bill Horr; ۲ مهٔ ۱۸۸۰ – ۱ ژوئیهٔ ۱۹۵۵) ورزشکار دو و میدانی اهل ایالات متحده آمریکا بود.